# Théâtre du Manège

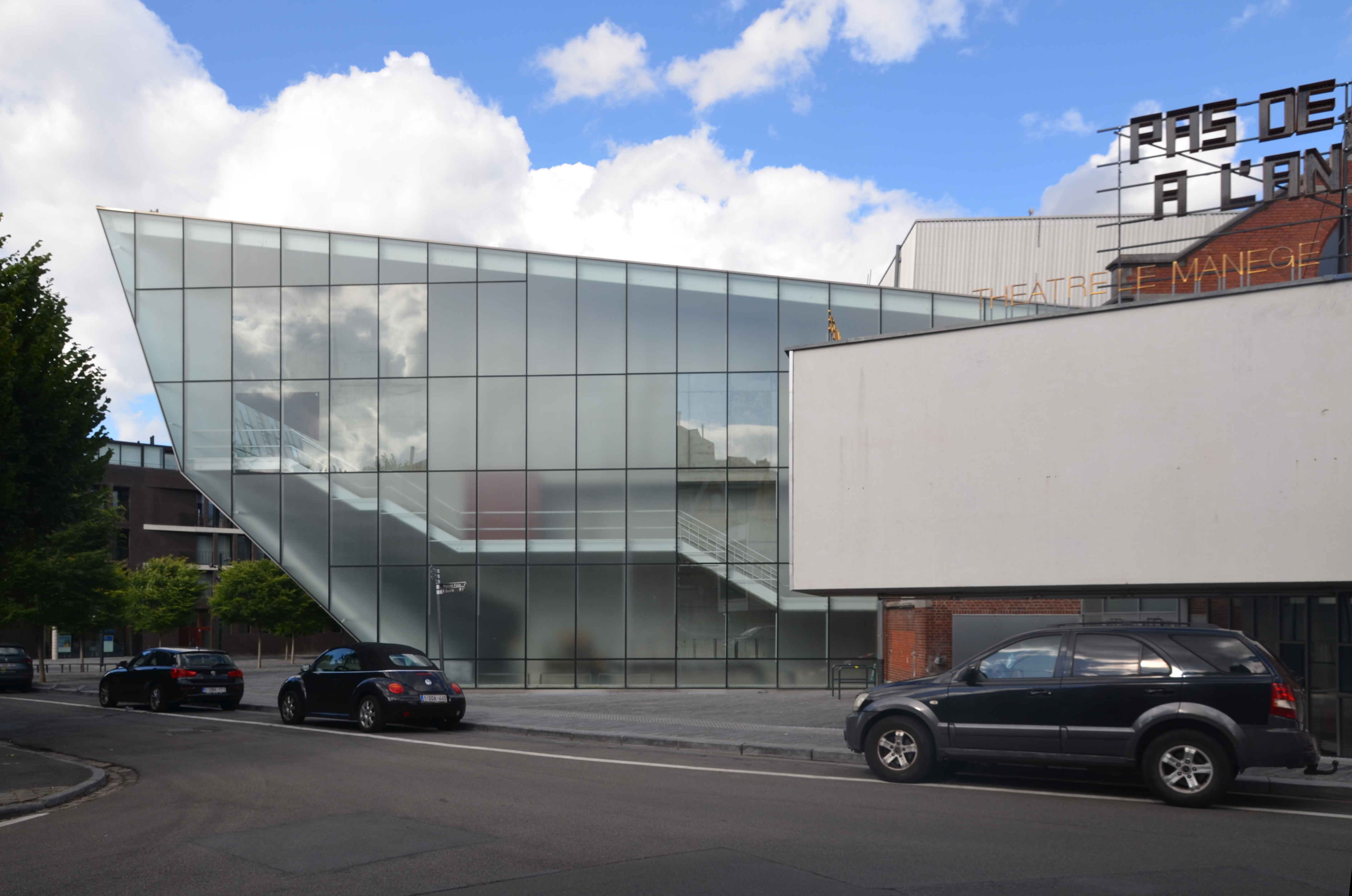
Théâtre Le Manège

Le Théâtre du Manège est un théâtre de Mons.
C'est un nouveau lieu culturel puisqu’il fut officiellement inauguré le 25 janvier 2006. D’une capacité de 600 places assises, le théâtre tient son nom de l’ancien manège militaire de Léopold présent à cet emplacement jusqu’à son bombardement en 1944.